# یواس‌اس همول (ای‌دی-۲۰)
یواس‌اس همول (ای‌دی-۲۰) (به انگلیسی: USS Hamul (AD-20)) یک کشتی بود که طول آن ۴۹۲ فوت (۱۵۰ متر) بود. این کشتی در سال ۱۹۴۰ ساخته شد.